# Héctor Cincunegui
Héctor Cincunegui (Montevideo, 28 luglio 1940 – 13 ottobre 2016) è stato un calciatore uruguaiano, di ruolo centrocampista.

## Carriera

### Club
Giocò nel campionato uruguaiano e in quello brasiliano.

### Nazionale
Con la maglia della Nazionale fu protagonista nel Campeonato sudamericano del 1967, che annovera nel proprio palmarès.

## Palmarès

### Nazionale
- Campeonato Sudamericano de Football: 1

Uruguay 1967